# Montañas Aristóteles
Las montañas Aristóteles (inglés; en búlgaro: планина Аристотел, romanizado: platina Aristotel) son una disposición en forma de abanico de crestas montañosas en la costa Oscar II de la Tierra de Graham en la península Antártica. 

## Ubicación
Estos se extienden en dirección este-noreste desde el Madrid Dome, el pico más alto de la sierra con 1.650 m de altura. En la extensión suroeste-noreste, la cadena montañosa tiene 62 km de largo y 44 km de ancho. Limita al noroeste con el glaciar Crane, al noreste con la Exasperation Inlet y al sur con el glaciar Flask. Al oeste-suroeste está conectado con el Roundel Dome y el Bruce Plateau por un collado de 1550 m de altura.

## Historia
Los científicos británicos lo cartografiaron en 1964. En 2012, la Comisión Búlgara de Nombres Geográficos Antárticos lo nombró Aristóteles en honor al erudito griego Aristóteles (384 a. C. - 322 a. C.), que en 350 a. C. postuló la teoría de una gran masa continental en el hemisferio sur de la Tierra, llamándola además Antártida. Gracias a ello se convirtió así también en el primero en pensar en la existencia de una masa de tierra en las regiones del sur de la Tierra.